# Жить (фильм, 1952)
«Жить» (яп. 生きる Икиру) — кинофильм режиссёра Акиры Куросавы, вдохновлённый повестью Л. Н. Толстого «Смерть Ивана Ильича». Премьера фильма состоялась 9 октября 1952 года.
Фильм до сих пор остаётся одним из лучших драматических фильмов в истории.

## Сюжет
Kандзи Ватанабэ, начальник отдела городской управы, узнаёт, что у него рак желудка и жить ему осталось недолго, максимум год. К начальству приходят женщины, которые просят построить площадку для детей, но их всех направляют в разные отделы, но в конце концов им пишут их просьбу на бумагу. Ватанабэ пытается рассказать своему сыну о раке, но так и не рассказывает, вместо этого лишь убеждается, что на самом деле он очень одинок и отчуждён от своего родного сына. Кандзи внезапно понимает, что жизнь его была пустой, скучной и бесполезной, впустую потраченной на дурацкой работе, на которой он в течение 30 лет был постоянно чем-то занят. За эти 30 лет Кандзи не пропустил ни одного рабочего дня, но на следующий день он не приходит на работу. Ватанабэ снимает со счёта накопленные за это время деньги и уходит в токийскую ночь. Он много размышляет о своей жизни. В баре он встречает опустившегося поэта и выкладывает ему всю душу. Вместе они бродят по городу и тратят деньги в кабаках и ресторанах. Когда Кандзи возвращается домой, его укоряет ничего не понимающий сын. Позже по дороге он встречает девушку, которая намеревается уволиться из офиса, где он работает начальником, так как не хочет там больше оставаться. Кандзи ставит печать на бумаги об увольнении, но решает пригласить её провести с ним время. Он замечает в ней сильную страсть к жизни. То, что теперь она работает на фабрике по изготовлению детских игрушек, наталкивает его на неожиданную цель в жизни. Он, пытаясь противостоять всей системе и бюрократии, в которой сам проработал 30 лет своей жизни, через все унижения и даже угрозы жизни пытается протолкнуть оформление бумаг, необходимых для строительства детской площадки. Ватанабэ торопится успеть сделать действительно что-то стоящее перед своей смертью. Затем зрителям сообщают, что он умер. Идут его поминки, на которые пришли все его коллеги и вице-мэр города, а также его сын и его жена, брат и его жена и их служанка. На поминках приходят СМИ, чтобы расспросить о смерти Ватанабэ, но вице-мэр их прогоняет и забирает заслугу постройки площадки себе, а затем вместе со многими другими начальниками уходит. Те кто остались начали вспомнить Ватанабэ. Оказывается что Ватанабэ каждый день ходил к вице мэру чтобы уговорить его построить площадку, иногда туда приходили бандиты которые устроились на том месте, но они были ничем по сравнению с упорством Ватанабэ. В конце концов площадку строят, а его коллеги спорят, но в конце концов соглашаются, что Ватанабэ и построил эту площадку. На поминки приходят и женщины, что просили построить площадку и плачут, затем приходит полицейский, который говорит, что видел, как Ватанабэ умер, но просто подумал, что он пьян. Он умер, качаясь на качелях, с песней, которую пел в баре. Фильм заканчивается на той самой игровой площадке и на качелях, где умер Ватанабэ.

## В ролях
- Такаси Симура — Кандзи Ватанабэ
- Синъити Химори — Кимура
- Харуо Танака — Сакай
- Минору Тиаки — Ногути
- Мики Одагири — Тоё Одагири
- Бокудзэн Хидари — Охара
- Нобуо Канэко — Мицуо Ватанабэ, сын Кандзи
- Кёко Сэки — Кадзуэ, жена Мицуо
- Юноскэ Ито — писатель
- Макото Кобори — Киити Ватанабэ, брат Кандзи

## Награды
- 1953 — три премии «Майнити»: лучший фильм (Акира Куросава), лучший сценарий (Синобу Хасимото, Акира Куросава, Хидэо Огуни), лучшая звуковая запись (Фумио Яногути)
- 1953 — приз «Золотой волк» Бухарестского кинофестиваля[источник не указан 1733 дня]
- 1954 — Специальный приз Берлинского сената, а также номинация на приз «Золотой медведь» Берлинского кинофестиваля
- 1960 — номинация на премию BAFTA лучшему зарубежному актеру (Такаси Симура)

## Художественные особенности
В фильме можно выделить две части, отличающиеся характером повествования. В первой половине фильма в прямой последовательности рассказывается о действиях главного героя после того, как он узнал о своей болезни. Во второй части показаны поминки героя, на которых его сослуживцы делятся своими соображениями о последних месяцах жизни покойного. Из этих отрывочных воспоминаний зритель узнаёт о деятельности Ватанабэ по строительству детской площадки. Обе части предваряются закадровым текстом, который сначала знакомит зрителя с героем, а затем сообщает, что тот скончался. По словам кинокритика Робина Вуда:

Его [фильма] репутация первоначально основывалась на серьёзности его темы (как человек, которому осталось жить лишь несколько месяцев, находит смысл жизни?), его гуманизме (приверженность Куросавы индивидуальному героизму, открытому в очевидно незначительном и непримечательном человеке), его социальной критике (сатира на бюрократию) и силе и прямоте его эмоционального призыва… «Грубо отёсанная» геометрия, использование рассказчика, резкий разрыв в повествовании и часто разрывающийся монтаж вместе приводят к сильному ощущению отдалённости. Что действительно является замечательным в фильме «Жить» и ключевым в «изюминке» Куросавы — так это способ, при помощи которого эта отдалённость сталкивается со столь же сильной эмоциональной риторикой, вызывая постоянное напряжение между вовлечённостью и дистанцией.
Оригинальный текст (англ.)Its reputation rested initially on the seriousness of its subject (how does a man with only a few months left to live find meaning in life?), its humanism (Kurosawa’s commitment to individual heroism, discovered in an apparently insignificant and undistinguished person), its social criticism (the satire on bureaucracy), and the power and directness of its emotional appeal... The ‘‘rough-hewn geometry,’’ the use of the narrator, the abrupt narrative break, and the frequently disruptive editing all combine to produce a strong sense of distanciation. What is remarkable about Ikiru, and crucial to the Kurosawa ‘‘flavor,’’ is the way in which this collides with the film’s equally strong emotional rhetoric, setting up a continuous tension between involvement and distance.